# Open Location Code

Logo Plus kódů

Open Location Code, zkráceně OLC, je systém identifikace polohy jakéhokoliv místa na zemi.
Byl navržen Googlem  a široké veřejnosti zpřístupněn v řijnu 2014. Kódy vzniklé pomocí OLC jsou nazývány plus kódy.
Kódovací systém Open Location Code převádí zeměpisné souřadnice určitého místa, složené ze zeměpisné šířky a délky, do formátu, který je jednodušší na používání. Byl navržen především proto, aby bylo možné identifikovat lépe i místa, kde není žádný zavedený systém, například zde chybí názvy ulic, popisná, orientační či evidenční čísla nebo PSČ.
Kódy bývají podobně dlouhé jako telefonní čísla (například 9F2P3CP6+JG), kde první čtyři písmena označují přibližné umístění na ploše 100 × 100 kilometrů. Další znaky polohu upřesňují na čtverce o délce strany 14 metrů. Každá taková oblast má pak svůj unikátní kód.
Kódy však často mohou být zkráceny na čtyři nebo šest znaků v kombinaci s názvem blízké oblasti či obce (například 3CP6+JG Praha). S kódy je možné pracovat i bez připojení k internetu a nerozlišují se v nich malá a velká písmena, takže je možné je snáze předávat i například ústní formou. Aby se předešlo chybám, jsou snadno zaměnitelná písmena v systému záměrně potlačena. Stejným způsobem systém volí takové skupiny písmen, aby netvořila žádná existující slova.
Od srpna 2015 podporují kódy ve vyhledávači Google Mapy, dále je ale podporují i jiné služby, jako jsou Mapy.cz, CADforum a další. Algoritmus je licencovaný pod licencí Apache 2.0 a dostupný na GitHubu.

## Specifikace
Systém Open Location Code je založen na zeměpisné šířce a délce ve WGS84. Každý kód představuje čtyřúhelníkovou oblast, ohraničenou dvěma místními rovnoběžkami a dvěma místními poledníky, podle určené mřížky. V kódu jsou pak zapsány souřadnice jihozápadního rohu oblasti a její velikost. Největší čtyřúhelníky mají velikost 20×20 stupňů, čímž vznikne 9 řádků a 18 sloupců, a ty jsou dále nékolikrát děleny do menších částí.

## Použití v praxi
Při použití kódu v mapách nebo vyhledávači od Googlu se běžně vynechávají první čtyři znaky a nahradit je názvem určitého celku, například města nebo státu. Existují také případy, kdy je možné tyto znaky odstranit z kódu bez náhrady. V takovém případě je však důležité dbát na to, aby byla v mapě vybrána dostatečně malá oblast a systém tak určil pouze jedno místo.

## Další systémy identifikace polohy
- C-squares (2002)
- Geohash (2008)
- Geonames (2018)
- GeoKey (2018)
- GEOREF
- Ghana Post GPS (2017)
- Maidenhead Locator System (1980)
- Makaney Code (2011)
- MapCode (2008)
- Military Grid Reference System
- Natural Area Code
- QRA locator (1959)
- Universal Transverse Mercator coordinate system
- what3words (2013)